# ایویان سارکوس
ایویان سارکوس (انگلیسی: Ivian Sarcos؛ زاده ۲۶ ژوئیهٔ ۱۹۸۹) یک مدل و ملکه زیبایی اهل ونزوئلا است. او در سال ۲۰۱۱ که در شهر لندن برگزار بود برنده دوشیزه دنیا شد.